# Olympische Sommerspiele 2024/Teilnehmer (Ukraine)
| Gelbes Symbol für Goldmedaillen mit stilisierten Olympischen Ringen | Graues Symbol für Silbermedaillen mit stilisierten Olympischen Ringen | Braundes Symbol für Bronzemedaillen mit stilisierten Olympischen Ringen |
| ------------------------------------------------------------------- | --------------------------------------------------------------------- | ----------------------------------------------------------------------- |
| 3                                                                   | 5                                                                     | 4                                                                       |

Die Ukraine nahm an den Olympischen Spielen 2024 vom 26. Juli bis zum 11. August 2024 in Paris teil. Es war die insgesamt achte Teilnahme an Olympischen Sommerspielen.

## Medaillen

### Medaillenspiegel
| Rang   | Sportart       | Gold | Silber | Bronze | Gesamt |
| ------ | -------------- | ---- | ------ | ------ | ------ |
| 1      | Leichtathletik | 1    | 0      | 2      | 3      |
| 2      | Fechten        | 1    | 0      | 1      | 2      |
| 3      | Boxen          | 1    | 0      | 0      | 1      |
| 4      | Ringen         | 0    | 2      | 1      | 3      |
| 5      | Schießen       | 0    | 1      | 0      | 1      |
| 5      | Turnen         | 0    | 1      | 0      | 1      |
| 5      | Kanu           | 0    | 1      | 0      | 1      |
| Gesamt | Gesamt         | 3    | 5      | 4      | 12     |

### Medaillengewinner
| Name/n                                          | Sportart       | Wettkampf                                  |
| ----------------------------------------------- | -------------- | ------------------------------------------ |
| Gold                                            |                |                                            |
| Jaroslawa Mahutschich                           | Leichtathletik | Hochsprung                                 |
| Olha Charlan Alina Komaschtschuk Olena Krawazka | Fechten        | Säbel Mannschaft                           |
| Oleksandr Chyschnjak                            | Boxen          | Klasse bis 80 kg                           |
| Silber                                          |                |                                            |
| Parwis Nassibow                                 | Ringen         | Klasse bis 67 kg                           |
| Iryna Koljadenko                                | Ringen         | Klasse bis 62 kg                           |
| Serhij Kulisch                                  | Schießen       | 50 m Kleinkalibergewehr Dreistellungskampf |
| Illja Kowtun                                    | Turnen         | Barren                                     |
| Ljudmyla Lusan Anastassija Rybatschok           | Kanu           | C2 500 m                                   |
| Bronze                                          |                |                                            |
| Iryna Heraschtschenko                           | Leichtathletik | Hochsprung                                 |
| Mychajlo Kochan                                 | Leichtathletik | Hammerwurf                                 |
| Olha Charlan                                    | Fechten        | Säbel Einzel                               |
| Schan Belenjuk                                  | Ringen         | Klasse bis 87 kg                           |

## Teilnehmer nach Sportarten

### Badminton
Über die Race-to-Paris-Rangliste qualifizierte sich Polina Buhrowa im Fraueneinzel für ihre ersten Olympischen Spiele.
| Athleten       | Wettbewerb | Gruppenphase  | Gruppenphase              | Gruppenphase | Gruppenphase | Achtelfinale  | Achtelfinale  | Viertelfinale | Viertelfinale | Halbfinale    | Halbfinale    | Finale / Platz 3 | Finale / Platz 3 | Rang |
| Athleten       | Wettbewerb | Gegner        | Ergebnis                  | Punkte       | Rang         | Gegner        | Ergebnis      | Gegner        | Ergebnis      | Gegner        | Ergebnis      | Gegner           | Ergebnis         | Rang |
| -------------- | ---------- | ------------- | ------------------------- | ------------ | ------------ | ------------- | ------------- | ------------- | ------------- | ------------- | ------------- | ---------------- | ---------------- | ---- |
| Frauen         |            |               |                           |              |              |               |               |               |               |               |               |                  |                  |      |
| Polina Buhrowa | Einzel     | T. Švábíková  | 2:1 (21:19, 19:21, 21:18) | 1            | 2            | ausgeschieden | ausgeschieden | ausgeschieden | ausgeschieden | ausgeschieden | ausgeschieden | ausgeschieden    | ausgeschieden    | 14   |
| Polina Buhrowa | Einzel     | G. M. Tunjung | 0:2 (10:21, 15:21)        | 1            | 2            | ausgeschieden | ausgeschieden | ausgeschieden | ausgeschieden | ausgeschieden | ausgeschieden | ausgeschieden    | ausgeschieden    | 14   |

### Bogenschießen
Über die Europameisterschaften 2024 konnte in Quotenplatz im Einzel der Männer erreicht werden. Beim finalen Qualifikationsturnier in Antalya gelang dies auch für das Einzel der Frauen. Somit konnte man auch im Mixed an den Start gehen.
| Athleten                               | Wettbewerb | Qualifikation | Qualifikation | 1. Runde     | 1. Runde | 2. Runde      | 2. Runde      | Achtelfinale  | Achtelfinale  | Viertelfinale | Viertelfinale | Halbfinale    | Halbfinale    | Finale / Platz 3 | Finale / Platz 3 | Rang |
| Athleten                               | Wettbewerb | Ringe         | Rang          | Gegner       | Ergebnis | Gegner        | Ergebnis      | Gegner        | Ergebnis      | Gegner        | Ergebnis      | Gegner        | Ergebnis      | Gegner           | Ergebnis         | Rang |
| -------------------------------------- | ---------- | ------------- | ------------- | ------------ | -------- | ------------- | ------------- | ------------- | ------------- | ------------- | ------------- | ------------- | ------------- | ---------------- | ---------------- | ---- |
| Frauen                                 |            |               |               |              |          |               |               |               |               |               |               |               |               |                  |                  |      |
| Weronika Martschenko                   | Einzel     | 657           | 25            | Li T.-c.     | 6:4      | A. Valencia   | 4:6           | ausgeschieden | ausgeschieden | ausgeschieden | ausgeschieden | ausgeschieden | ausgeschieden | ausgeschieden    | ausgeschieden    | 17   |
| Männer                                 |            |               |               |              |          |               |               |               |               |               |               |               |               |                  |                  |      |
| Mychajlo Ussatsch                      | Einzel     | 651           | 48            | M. D’Almeida | 2:6      | ausgeschieden | ausgeschieden | ausgeschieden | ausgeschieden | ausgeschieden | ausgeschieden | ausgeschieden | ausgeschieden | ausgeschieden    | ausgeschieden    | 33   |
| Mixed                                  |            |               |               |              |          |               |               |               |               |               |               |               |               |                  |                  |      |
| Weronika Martschenko Mychajlo Ussatsch | Mannschaft | 1308          | 21            | —            | —        | —             | —             | ausgeschieden | ausgeschieden | ausgeschieden | ausgeschieden | ausgeschieden | ausgeschieden | ausgeschieden    | ausgeschieden    | 21   |

### Boxen
Durch seinen Sieg bei den Europaspielen 2023 qualifizierte sich Oleksandr Chyschnjak für die Olympischen Spiele. Zudem qualifizierten sich Ajder Abdurajimow und Dmytro Lowtschynskyj über das zweite internationale Qualifikationsturnier in Bangkok.
| Athleten             | Wettbewerb       | 1. Runde | 1. Runde | Achtelfinale | Achtelfinale | Viertelfinale | Viertelfinale | Halbfinale    | Halbfinale    | Finale        | Finale        | Rang |
| Athleten             | Wettbewerb       | Gegner   | Ergebnis | Gegner       | Ergebnis     | Gegner        | Ergebnis      | Gegner        | Ergebnis      | Gegner        | Ergebnis      | Rang |
| -------------------- | ---------------- | -------- | -------- | ------------ | ------------ | ------------- | ------------- | ------------- | ------------- | ------------- | ------------- | ---- |
| Männer               |                  |          |          |              |              |               |               |               |               |               |               |      |
| Ajder Abdurajimow    | Klasse bis 57 kg | Freilos  | Freilos  | J. Ibáñez    | 0:5          | ausgeschieden | ausgeschieden | ausgeschieden | ausgeschieden | ausgeschieden | ausgeschieden | 9    |
| Oleksandr Chyschnjak | Klasse bis 80 kg | Freilos  | Freilos  | P. Akilov    | 4:1          | W. Pereira    | 5:0           | A. López      | 3:2           | N. Oralbai    | 3:2           | Gold |
| Dmytro Lowtschynskyj | Klasse ab 92 kg  | —        | —        | T. Junior    | KO           | ausgeschieden | ausgeschieden | ausgeschieden | ausgeschieden | ausgeschieden | ausgeschieden | 9    |

### Breaking
Für die olympische Premiere der Sportart qualifizierten sich drei ukrainische Athleten über die olympische Qualifikationsserie.
| Athleten                    | Wettbewerb | Qualifikation | Qualifikation | Viertelfinale | Viertelfinale | Halbfinale    | Halbfinale    | Finale / Platz 3 | Finale / Platz 3 | Rang |
| Athleten                    | Wettbewerb | Punkte        | Rang          | Gegner        | Ergebnis      | Gegner        | Ergebnis      | Gegner           | Ergebnis         | Rang |
| --------------------------- | ---------- | ------------- | ------------- | ------------- | ------------- | ------------- | ------------- | ---------------- | ---------------- | ---- |
| Frauen                      |            |               |               |               |               |               |               |                  |                  |      |
| Kateryna Pawlenko (Kate)    | B-Girls    | 4             | 1             | Liu Q. 671    | 0:3           | ausgeschieden | ausgeschieden | ausgeschieden    | ausgeschieden    | 6    |
| Hanna Ponomarenko (Stefani) | B-Girls    | 4             | 3             | ausgeschieden | ausgeschieden | ausgeschieden | ausgeschieden | ausgeschieden    | ausgeschieden    | 9    |
| Männer                      |            |               |               |               |               |               |               |                  |                  |      |
| Oleh Kusnjezow (Kuzya)      | B-Boys     | 3             | 3             | ausgeschieden | ausgeschieden | ausgeschieden | ausgeschieden | ausgeschieden    | ausgeschieden    | 9    |

### Fechten
Die ukrainischen Säbelfrauen qualifizierten sich als eine der vier besten Mannschaften der Rangliste. Die Degenfechterinnen waren die beste Mannschaft aus Europa, die nicht unter den Top 4 stand und qualifizierten sich somit ebenfalls für Paris. Neben dem Mannschaftswettbewerb durften die drei jeweiligen Athletinnen auch in den Einzelwettbewerben starten.
| Athleten                                                                 | Wettbewerb       | 1. Runde   | 1. Runde | 2. Runde          | 2. Runde | Achtelfinale  | Achtelfinale  | Viertelfinale   | Viertelfinale | Halbfinale / Klassifikation | Halbfinale / Klassifikation | Finale / Platzierung | Finale / Platzierung | Rang   |
| Athleten                                                                 | Wettbewerb       | Gegner     | Ergebnis | Gegner            | Ergebnis | Gegner        | Ergebnis      | Gegner          | Ergebnis      | Gegner                      | Ergebnis                    | Gegner               | Ergebnis             | Rang   |
| ------------------------------------------------------------------------ | ---------------- | ---------- | -------- | ----------------- | -------- | ------------- | ------------- | --------------- | ------------- | --------------------------- | --------------------------- | -------------------- | -------------------- | ------ |
| Frauen                                                                   |                  |            |          |                   |          |               |               |                 |               |                             |                             |                      |                      |        |
| Wlada Charkowa                                                           | Degen Einzel     | Freilos    | Freilos  | M. Guzzi Vincenti | 15:6     | M. Yoshimura  | 15:10         | A. Mallo-Breton | 10:15         | ausgeschieden               | ausgeschieden               | ausgeschieden        | ausgeschieden        | 7      |
| Olena Krywyzka                                                           | Degen Einzel     | Freilos    | Freilos  | A. Ndolo          | 13:12    | R. Xiao       | 15:14         | V. Kong         | 7:15          | ausgeschieden               | ausgeschieden               | ausgeschieden        | ausgeschieden        | 8      |
| Dschoan Fejbi Beschura                                                   | Degen Einzel     | Freilos    | Freilos  | A. Mallo          | 13:14    | ausgeschieden | ausgeschieden | ausgeschieden   | ausgeschieden | ausgeschieden               | ausgeschieden               | ausgeschieden        | ausgeschieden        | 29     |
| Wlada Charkowa Olena Krywyzka Dschoan Fejbi Beschura Darja Warfolomejewa | Degen Mannschaft | —          | —        | —                 | —        | —             | —             | China           | 41:45         | Ägypten                     | 45:31                       | Südkorea             | 38:45                | 6      |
| Olha Charlan                                                             | Säbel Einzel     | Freilos    | Freilos  | S. Fukushima      | 15:9     | A. Bashta     | 15:6          | A. Márton       | 15:7          | S. Balzer                   | 7:15                        | Choi S.-b.           | 15:14                | Bronze |
| Alina Komaschtschuk                                                      | Säbel Einzel     | Freilos    | Freilos  | Jeon H.-y.        | 8:15     | ausgeschieden | ausgeschieden | ausgeschieden   | ausgeschieden | ausgeschieden               | ausgeschieden               | ausgeschieden        | ausgeschieden        | 26     |
| Olena Krawazka                                                           | Säbel Einzel     | S. Boudiaf | 15:8     | M. Emura          | 14:15    | ausgeschieden | ausgeschieden | ausgeschieden   | ausgeschieden | ausgeschieden               | ausgeschieden               | ausgeschieden        | ausgeschieden        | 32     |
| Olha Charlan Alina Komaschtschuk Olena Krawazka Julija Bakastowa         | Säbel Mannschaft | —          | —        | —                 | —        | —             | —             | Italien         | 45:37         | Japan                       | 45:32                       | Südkorea             | 45:42                | Gold   |

### Fußball
Durch ihren Halbfinaleinzug bei der U-21-Europameisterschaft 2023 der Männer qualifizierten sich erstmals ukrainische Fußballer für die Olympischen Spiele.
| Wettbewerb      | Männer (Spiele/Tore) |
| --------------- | --- |
| Athleten        | Arsenij Batahow (3/0) Maksym Braharu (3/0) Maksym Chlan (3/0) Oleh Fedor (3/0) Kiril Fessjun (3/0) Heorhij Jermakow (0/0) Ihor Krasnopir (3/1) Illja Krupskyj (3/0) Dmytro Kryskiw (3/1) Oleksandr Martynjuk (3/0) Mykola Mychajlenko (3/0) Oleh Otscheretko (3/0) Walentyn Rubtschynskyj (3/1) Wolodymyr Saljuk (2/0) Danylo Sikan (3/0) Oleksij Sytsch (3/0) Maksym Talowjerow (3/0) Wladyslaw Weleten (1/0) |
| Trainer         | Ruslan Rotan |
| P-Akkreditierte | Jakiw Kinarejkin Jewhen Pawljuk Artem Schuljanskyj Kyrylo Sihejew |
| Gruppenphase    | Irak (1:2) Marokko (2:1) Argentinien (0:2) |
| Viertelfinale   | ausgeschieden |
| Halbfinale      | ausgeschieden |
| Finale          | ausgeschieden |
| Rang            | 9 |

### Gewichtheben
Mit Kamila Konotop qualifizierte sich eine ukrainische Gewichtheberin über das Qualifikationsranking für die Spiele.
| Athleten       | Wettbewerb       | Reißen  | Reißen | Stoßen  | Stoßen | Zweikampf | Zweikampf | Rang |
| Athleten       | Wettbewerb       | Gewicht | Rang   | Gewicht | Rang   | Gewicht   | Rang      | Rang |
| -------------- | ---------------- | ------- | ------ | ------- | ------ | --------- | --------- | ---- |
| Frauen         |                  |         |        |         |        |           |           |      |
| Kamila Konotop | Klasse bis 59 kg | 104 kg  | 5      | 123 kg  | 7      | 227 kg    | 7         | 7    |

### Judo
Über die IJF-Weltrangliste konnten sich fünf ukrainische Judokas qualifizieren.
| Athleten              | Wettbewerb        | 1. Runde      | 1. Runde | 2. Runde | 2. Runde | Achtelfinale  | Achtelfinale  | Viertelfinale | Viertelfinale | Halbfinale / Trostrunde | Halbfinale / Trostrunde | Finale / Platz 3 | Finale / Platz 3 | Rang |
| Athleten              | Wettbewerb        | Gegner        | Ergebnis | Gegner   | Ergebnis | Gegner        | Ergebnis      | Gegner        | Ergebnis      | Gegner                  | Ergebnis                | Gegner           | Ergebnis         | Rang |
| --------------------- | ----------------- | ------------- | -------- | -------- | -------- | ------------- | ------------- | ------------- | ------------- | ----------------------- | ----------------------- | ---------------- | ---------------- | ---- |
| Frauen                |                   |               |          |          |          |               |               |               |               |                         |                         |                  |                  |      |
| Darja Bilodid         | Klasse bis 57 kg  | N. Tiebwa     | 10:0     | —        | —        | H. Funakubo   | 0s3:10s1      | ausgeschieden | ausgeschieden | ausgeschieden           | ausgeschieden           | ausgeschieden    | ausgeschieden    | 9    |
| Jelysaweta Lytwynenko | Klasse bis 78 kg  | Freilos       | Freilos  | —        | —        | L. Kuka       | 1:0           | A. Bellandi   | 0:10          | Ma Z.                   | 0:10                    | ausgeschieden    | ausgeschieden    | 7    |
| Chrystyna Homan       | Klasse über 78 kg | M. Kamps      | 0:10     | —        | —        | ausgeschieden | ausgeschieden | ausgeschieden | ausgeschieden | ausgeschieden           | ausgeschieden           | ausgeschieden    | ausgeschieden    | 17   |
| Männer                |                   |               |          |          |          |               |               |               |               |                         |                         |                  |                  |      |
| Dilschot Chalmatow    | Klasse bis 60 kg  | D. Ruziev     | 1s1:0s1  | —        | —        | J. Smetow     | 0s2:1s1       | ausgeschieden | ausgeschieden | ausgeschieden           | ausgeschieden           | ausgeschieden    | ausgeschieden    | 9    |
| Bohdan Jadow          | Klasse bis 66 kg  | K. Aibek Uulu | 11s2:0   | —        | —        | J. Baschüü    | 0:10s1        | ausgeschieden | ausgeschieden | ausgeschieden           | ausgeschieden           | ausgeschieden    | ausgeschieden    | 9    |

### Kanu
Drei ukrainische Boote konnten bei den Kanurennsport-Weltmeisterschaften 2023 Startplätze für die Olympischen Spiele erpaddeln. Zudem qualifizierte man sich über das europäische Qualifikationsevent in Szeged im K1 der Frauen. Im Kanuslalom erreichte die Ukraine einen Quotenplatz im C1 der Frauen bei den Weltmeisterschaften 2023.

#### Kanurennsport
| Athleten                                                | Wettbewerb | Vorlauf     | Vorlauf | Viertelfinale | Viertelfinale | Halbfinale    | Halbfinale    | A/B-Finale            | A/B-Finale    | Rang   |
| Athleten                                                | Wettbewerb | Zeit        | Rang    | Zeit          | Rang          | Zeit          | Rang          | Zeit                  | Rang          | Rang   |
| ------------------------------------------------------- | ---------- | ----------- | ------- | ------------- | ------------- | ------------- | ------------- | --------------------- | ------------- | ------ |
| Frauen                                                  |            |             |         |               |               |               |               |                       |               |        |
| Ljudmyla Lusan                                          | C1 200 m   | 48,42 s     | 4       | 47,42 s       | 1             | 46,67 s       | 7             | DNS                   | DNS           | 16     |
| Anastassija Rybatschok                                  | C1 200 m   | 47,04 s     | 4       | 47,11 s       | 1             | 47,76 s       | 8             | B-Finale: 47,71 s     | 6             | 14     |
| Ljudmyla Lusan Anastassija Rybatschok                   | C2 500 m   | 1:55,88 min | 2       | ―             | ―             | 1:55,62 min   | 3             | 1:54,30 min           | 2             | Silber |
| Marija Powch                                            | K1 500 m   | 1:54,13 min | 4       | 1:52,09 min   | 3             | 1:52,51 min   | 6             | C-Finale: 2:00,94 min | 8             | 24     |
| Männer                                                  |            |             |         |               |               |               |               |                       |               |        |
| Pawlo Altuchow                                          | C1 1000 m  | 4:11,32 min | 5       | 3:51,58 min   | 3             | ausgeschieden | ausgeschieden | ausgeschieden         | ausgeschieden | 17     |
| Oleh Kucharyk Ihor Trunow                               | K2 500 m   | 1:31,24 min | 3       | 1:29,68 min   | 6             | ausgeschieden | ausgeschieden | ausgeschieden         | ausgeschieden | 18     |
| Dmytro Danylenko Oleh Kucharyk Iwan Semykin Ihor Trunow | K4 500 m   | 1:21,55 min | 4       | 1:20,94 min   | 5             | 1:20,67 min   | 4             | 1:21,01 min           | 4             | 4      |

#### Kanuslalom
| Athleten     | Wettbewerb | Vorlauf  | Vorlauf | Halbfinale | Halbfinale | Finale        | Finale        | Rang |
| Athleten     | Wettbewerb | Zeit     | Rang    | Zeit       | Rang       | Zeit          | Rang          | Rang |
| ------------ | ---------- | -------- | ------- | ---------- | ---------- | ------------- | ------------- | ---- |
| Frauen       |            |          |         |            |            |               |               |      |
| Wiktorija Us | C1         | 106,09 s | 9       | 114,26 s   | 11         | 117,98 s      | 11            | 11   |
| Wiktorija Us | K1         | 98,65 s  | 18      | 120,76 s   | 18         | ausgeschieden | ausgeschieden | 18   |

Boater-Cross
| Frauen       |          |         |    |   |   |   |   |               |               |    |
| Wiktorija Us | K1 Cross | 78,18 s | 26 | 2 | ― | 2 | 3 | ausgeschieden | ausgeschieden | 11 |

### Leichtathletik
Die Olympianormen des Weltverbandes hatten zehn ukrainische Leichtathleten erreicht. Zudem konnte sich bei den World Athletics Relays 2024 eine Staffel qualifizieren.
Laufen und Gehen
| Athleten                                                             | Wettbewerb     | Vorlauf     | Vorlauf | Hoffnungslauf | Hoffnungslauf | Halbfinale    | Halbfinale    | Finale        | Finale        | Rang          |
| Athleten                                                             | Wettbewerb     | Zeit        | Rang    | Zeit          | Rang          | Zeit          | Rang          | Zeit          | Rang          | Rang          |
| -------------------------------------------------------------------- | -------------- | ----------- | ------- | ------------- | ------------- | ------------- | ------------- | ------------- | ------------- | ------------- |
| Frauen                                                               |                |             |         |               |               |               |               |               |               |               |
| Anna Ryschykowa                                                      | 400 m Hürden   | 55,13 s     | 4       | 54,95 s       | 2             | 55,65 s       | 7             | ausgeschieden | ausgeschieden | ausgeschieden |
| Wiktorija Tkatschuk                                                  | 400 m Hürden   | 58,10 s     | 8       | 59,40 s       | 7             | ausgeschieden | ausgeschieden | ausgeschieden | ausgeschieden | ausgeschieden |
| Marija Sacharuk                                                      | 20 km Gehen    | —           | —       | —             | —             | —             | —             | 1:30:12 h     | 17            | 17            |
| Olena Sobtschuk                                                      | 20 km Gehen    | —           | —       | —             | —             | —             | —             | 1:31:12 h     | 20            | 20            |
| Ljudmyla Oljanowska                                                  | 20 km Gehen    | —           | —       | —             | —             | —             | —             | 1:29:55 h     | 14            | 14            |
| Männer                                                               |                |             |         |               |               |               |               |               |               |               |
| Oleksandr Pohorilko                                                  | 400 m          | 45,71 s     | 6       | 45,59 s       | 3             | ausgeschieden | ausgeschieden | ausgeschieden | ausgeschieden | ausgeschieden |
| Ihor Hlawan                                                          | 20 km Gehen    | —           | —       | —             | —             | —             | —             | 1:24:52 h     | 40            | 40            |
| Mixed                                                                |                |             |         |               |               |               |               |               |               |               |
| Oleksandr Pohorilko Tetjana Melnyk Danylo Danylenko Marjana Schostak | 4 × 400 m      | 3:15,51 min | 14      | —             | —             | —             | —             | ausgeschieden | ausgeschieden | 14            |
| Iwan Banseruk Ljudmyla Oljanowska                                    | Marathon Gehen | —           | —       | —             | —             | —             | —             | 3:01:50 h     | 17            | 17            |

Springen und Werfen
| Athleten                | Wettbewerb  | Qualifikation | Qualifikation | Finale        | Finale        | Rang   |
| Athleten                | Wettbewerb  | Weite/Höhe    | Rang          | Weite/Höhe    | Rang          | Rang   |
| ----------------------- | ----------- | ------------- | ------------- | ------------- | ------------- | ------ |
| Frauen                  |             |               |               |               |               |        |
| Iryna Heraschtschenko   | Hochsprung  | 1,95 m        | 4             | 1,95 m        | 3             | Bronze |
| Julija Lewtschenko      | Hochsprung  | ogV           | ogV           | ausgeschieden | ausgeschieden | ―      |
| Jaroslawa Mahutschich   | Hochsprung  | 1,95 m        | 1             | 2,00 m        | 1             | Gold   |
| Maryna Bech-Romantschuk | Dreisprung  | 14,30 m       | 8             | 13,98 m       | 11            | 11     |
| Olha Korsun             | Dreisprung  | 13,06 m       | 29            | ausgeschieden | ausgeschieden | 29     |
| Iryna Klymez            | Hammerwurf  | 66,95 m       | 26            | ausgeschieden | ausgeschieden | 26     |
| Männer                  |             |               |               |               |               |        |
| Oleh Doroschtschuk      | Hochsprung  | 2,24 m        | 11            | 2,31 m        | 6             | 6      |
| Wladyslaw Lawskyj       | Hochsprung  | 2,15 m        | 25            | ausgeschieden | ausgeschieden | 25     |
| Andrij Prozenko         | Hochsprung  | ogV           | ogV           | ausgeschieden | ausgeschieden | ―      |
| Roman Kokoschko         | Kugelstoßen | 19,36 m       | 22            | ausgeschieden | ausgeschieden | 22     |
| Mychajlo Kochan         | Hammerwurf  | 77,42 m       | 3             | 79,39 m       | 3             | Bronze |
| Artur Felfner           | Speerwurf   | 81,84 m       | 15            | ausgeschieden | ausgeschieden | 15     |

### Moderner Fünfkampf
Durch sein Abschneiden bei den Europaspielen 2023 qualifizierte sich Oleksandr Towkaj für die Wettbewerbe in Paris. Zudem erhielten Walerija Permykina und Wladyslaw Tschekan über das UIPM-Ranking Startplätze.
| Athleten           | Fechten | Fechten | Schwimmen   | Schwimmen | Reiten  | Reiten | Combined     | Combined | Punkte | Rang |
| Athleten           | Bilanz  | Punkte  | Zeit        | Punkte    | Zeit    | Punkte | Zeit         | Punkte   | Punkte | Rang |
| ------------------ | ------- | ------- | ----------- | --------- | ------- | ------ | ------------ | -------- | ------ | ---- |
| Frauen             |         |         |             |           |         |        |              |          |        |      |
| Walerija Permykina | 15+4    | 204     | 2:19,78 min | 271       | 66,91 s | 297    | 11:35,69 min | 605      | 1377   | 21   |
| Männer             |         |         |             |           |         |        |              |          |        |      |
| Oleksandr Towkaj   | 24+2    | 249     | 2:00,93 min | 309       | EL      | 0      | 10:36,41 min | 664      | 1222   | 35   |
| Wladyslaw Tschekan | 15+0    | 200     | 2:02,82 min | 305       | 60,93 s | 300    | 10:19,49 min | 681      | 1486   | 23   |

### Radsport
Durch ihre Platzierungen in der UCI-Straßen-Weltrangliste nach Nationen erhielt die Ukraine je einen Startplatz für das Straßenrennen der Männer und Frauen. Da man bei den Frauen unter den besten 25 Nationen platziert war, durfte die nominierte Athletin auch im Einzelzeitfahren an den Start gehen. Über das olympische Qualifikationsranking im Mountainbike erhielt die Ukraine einen Startplatz bei den Frauen.

#### Straße
| Athleten         | Wettbewerb       | Zeit         | Rang |
| ---------------- | ---------------- | ------------ | ---- |
| Frauen           |                  |              |      |
| Julija Birjukowa | Straßenrennen    | 4:10:47 h    | 67   |
| Julija Birjukowa | Einzelzeitfahren | 44:43,73 min | 27   |
| Männer           |                  |              |      |
| Anatolij Budjak  | Straßenrennen    | 6:39:27 h    | 66   |

#### Mountainbike
| Athleten         | Wettbewerb    | Zeit | Rang |
| ---------------- | ------------- | ---- | ---- |
| Frauen           |               |      |      |
| Jana Belomoina   | Cross-Country | LAP  | 26   |
| Männer           |               |      |      |
| Oleksandr Hudyma | Cross-Country | LAP  | 32   |

### Ringen
Die ersten beiden Quotenplätze erhielt die Ukraine bei den Weltmeisterschaften 2023. Beim europäischen Qualifikationsturnier in Baku konnten in sieben weiteren Gewichtsklassen Startplätze errungen werden.

#### Freier Stil
Legende: G = Gewonnen, V = Verloren, S = Schultersieg
| Athleten                | Wettbewerb        | Achtelfinale     | Achtelfinale | Viertelfinale       | Viertelfinale | Halbfinale    | Halbfinale    | Hoffnungsrunde Halbfinale | Hoffnungsrunde Halbfinale | Hoffnungsrunde Finale | Hoffnungsrunde Finale | Finale        | Finale        | Rang   |
| Athleten                | Wettbewerb        | Gegner           | Ergebnis     | Gegner              | Ergebnis      | Gegner        | Ergebnis      | Gegner                    | Ergebnis                  | Gegner                | Ergebnis              | Gegner        | Ergebnis      | Rang   |
| ----------------------- | ----------------- | ---------------- | ------------ | ------------------- | ------------- | ------------- | ------------- | ------------------------- | ------------------------- | --------------------- | --------------------- | ------------- | ------------- | ------ |
| Frauen                  |                   |                  |              |                     |               |               |               |                           |                           |                       |                       |               |               |        |
| Oksana Liwatsch         | Klasse bis 50 kg  | A. Keunimjayeva  | G 10:0       | V. Phogat           | V 5:7         | ausgeschieden | ausgeschieden | ausgeschieden             | ausgeschieden             | Y. Sasaki             | V 0:10                | ausgeschieden | ausgeschieden | 5      |
| Alina Hruschyna-Akobija | Klasse bis 57 kg  | A. Łysak         | G 16:13      | H. Maroulis         | V 4:7         | ausgeschieden | ausgeschieden | ausgeschieden             | ausgeschieden             | ausgeschieden         | ausgeschieden         | ausgeschieden | ausgeschieden | 9      |
| Iryna Koljadenko        | Klasse bis 62 kg  | P. Orchon        | G 8:7        | B. Dudowa           | G 7:3         | A. Tynybekowa | G 9:2         | ausgeschieden             | ausgeschieden             | ausgeschieden         | ausgeschieden         | S. Motoki     | V 1:12        | Silber |
| Tetjana Sowa Rischko    | Klasse bis 68 kg  | N. Dahiya        | V 4:6        | ausgeschieden       | ausgeschieden | ausgeschieden | ausgeschieden | ausgeschieden             | ausgeschieden             | ausgeschieden         | ausgeschieden         | ausgeschieden | ausgeschieden | 11     |
| Männer                  |                   |                  |              |                     |               |               |               |                           |                           |                       |                       |               |               |        |
| Wasil Michailow         | Klasse bis 86 kg  | M. Amine         | V 4:7        | ausgeschieden       | ausgeschieden | ausgeschieden | ausgeschieden | ausgeschieden             | ausgeschieden             | ausgeschieden         | ausgeschieden         | ausgeschieden | ausgeschieden | 10     |
| Murasi Mtschedlidse     | Klasse bis 97 kg  | İ. Çiftçi        | G 5:1        | G. Matscharaschwili | V 0:11        | ausgeschieden | ausgeschieden | N. de Lange               | G 5:3                     | M. Magomedow          | V 0:10                | ausgeschieden | ausgeschieden | 5      |
| Oleksandr Chozjaniwskyj | Klasse bis 125 kg | G. Petriaschwili | V 0:11       | ausgeschieden       | ausgeschieden | ausgeschieden | ausgeschieden | R. Baran                  | V 0:3                     | ausgeschieden         | ausgeschieden         | ausgeschieden | ausgeschieden | 16     |

#### Griechisch-römischer Stil
Legende: G = Gewonnen, V = Verloren, S = Schultersieg
| Athleten        | Wettbewerb       | Achtelfinale | Achtelfinale | Viertelfinale | Viertelfinale | Halbfinale | Halbfinale | Hoffnungsrunde Halbfinale | Hoffnungsrunde Halbfinale | Hoffnungsrunde Finale | Hoffnungsrunde Finale | Finale        | Finale        | Rang   |
| Athleten        | Wettbewerb       | Gegner       | Ergebnis     | Gegner        | Ergebnis      | Gegner     | Ergebnis   | Gegner                    | Ergebnis                  | Gegner                | Ergebnis              | Gegner        | Ergebnis      | Rang   |
| --------------- | ---------------- | ------------ | ------------ | ------------- | ------------- | ---------- | ---------- | ------------------------- | ------------------------- | --------------------- | --------------------- | ------------- | ------------- | ------ |
| Männer          |                  |              |              |               |               |            |            |                           |                           |                       |                       |               |               |        |
| Parwis Nassibow | Klasse bis 67 kg | M. Nemeš     | G 3:2        | A. Ismailow   | G 7:6         | H. Jafarov | G 3:3      | ―                         | ―                         | ―                     | ―                     | S. Esmaeili   | V 5:6         | Silber |
| Schan Belenjuk  | Klasse bis 87 kg | Qian H.      | G 7:1        | N. Tursynow   | G 7:3         | A. Mohmadi | V 3:3      | ―                         | ―                         | A. Kułynycz           | G 3:1                 | ausgeschieden | ausgeschieden | Bronze |

### Rudern
Durch die Wettbewerbe bei der europäischen Qualifikationsregatta erhielt die Ukraine einen Quotenplatz im Leichtgewichts-Doppelzweier der Männer. Bei der finalen Qualifikationsregatta in Luzern konnte ein weiterer Startplatz im Doppelvierer der Frauen ergattert werden.
| Athleten                                                                              | Wettbewerb                  | Vorlauf     | Vorlauf | Vorlauf       | Hoffnungslauf / Viertelfinale | Hoffnungslauf / Viertelfinale | Hoffnungslauf / Viertelfinale | Halbfinale  | Halbfinale | Halbfinale    | Finale      | Finale | Rang |
| Athleten                                                                              | Wettbewerb                  | Zeit        | Rang    | Qualifikation | Zeit                          | Rang                          | Qualifikation                 | Zeit        | Rang       | Qualifikation | Zeit        | Rang   | Rang |
| ------------------------------------------------------------------------------------- | --------------------------- | ----------- | ------- | ------------- | ----------------------------- | ----------------------------- | ----------------------------- | ----------- | ---------- | ------------- | ----------- | ------ | ---- |
| Frauen                                                                                |                             |             |         |               |                               |                               |                               |             |            |               |             |        |      |
| Jewhenija Nimtschenko Kateryna Dudtschenko Daryna Werchohljad Anastassija Koschenkowa | Doppelvierer                | 6:20,09 min | 2       | A-Finale      | ―                             | ―                             | ―                             | —           | —          | —             | 6:23,05 min | 5      | 5    |
| Männer                                                                                |                             |             |         |               |                               |                               |                               |             |            |               |             |        |      |
| Stanislaw Kowaljow Ihor Chmara                                                        | Leichtgewichts-Doppelzweier | 7:00,13 min | 4       | Hoffnungslauf | 6:46,05 min                   | 2                             | Halbfinale A/B                | 6:37,35 min | 5          | B-Finale      | 6:26,32 min | 5      | 1    |

### Schießen
Im bis zum 9. Juni 2024 laufenden Qualifikationszeitraum konnten sechs Quotenplätze erreicht werden.
| Athleten                        | Wettbewerb                                 | Qualifikation   | Qualifikation | Finale          | Finale        |
| Athleten                        | Wettbewerb                                 | Ringe/ Scheiben | Rang          | Ringe/ Scheiben | Rang          |
| ------------------------------- | ------------------------------------------ | --------------- | ------------- | --------------- | ------------- |
| Frauen                          |                                            |                 |               |                 |               |
| Olena Kostewytsch               | 10 m Luftpistole                           | 572             | 19            | ausgeschieden   | ausgeschieden |
| Iryna Malowitschko              | Skeet                                      | 113             | 24            | ausgeschieden   | ausgeschieden |
| Männer                          |                                            |                 |               |                 |               |
| Maksym Horodynez                | 25 m Schnellfeuerpistole                   | 584             | 8             | ausgeschieden   | ausgeschieden |
| Pawlo Korostyljow               | 25 m Schnellfeuerpistole                   | 587             | 3             | 16              | 5             |
| Serhij Kulisch                  | 50 m Kleinkalibergewehr Dreistellungskampf | 592             | 3             | 461,3           | Silber        |
| Wiktor Bankin                   | 10 m Luftpistole                           | 576             | 11            | ausgeschieden   | ausgeschieden |
| Pawlo Korostyljow               | 10 m Luftpistole                           | 576             | 12            | ausgeschieden   | ausgeschieden |
| Serhij Kulisch                  | 10 m Luftgewehr                            | 627,4           | 27            | ausgeschieden   | ausgeschieden |
| Mixed                           |                                            |                 |               |                 |               |
| Wiktor Bankin Olena Kostewytsch | 10 m Luftpistole Mannschaft                | 572             | 13            | ausgeschieden   | ausgeschieden |

### Schwimmen
| Athleten              | Wettbewerb          | Vorlauf     | Vorlauf | Halbfinale    | Halbfinale    | Finale        | Finale        | Rang |
| Athleten              | Wettbewerb          | Zeit        | Rang    | Zeit          | Rang          | Zeit          | Rang          | Rang |
| --------------------- | ------------------- | ----------- | ------- | ------------- | ------------- | ------------- | ------------- | ---- |
| Frauen                |                     |             |         |               |               |               |               |      |
| Nika Scharafutdinowa  | 100 m Rücken        | 1:01,47 min | 22      | ausgeschieden | ausgeschieden | ausgeschieden | ausgeschieden | 22   |
| Männer                |                     |             |         |               |               |               |               |      |
| Wladyslaw Buchow      | 50 m Freistil       | 21,89 s     | 11      | 21,76 s       | 11            | ausgeschieden | ausgeschieden | 11   |
| Mychajlo Romantschuk  | 800 m Freistil      | 7:49,75 min | 17      | —             | —             | ausgeschieden | ausgeschieden | 17   |
| Mychajlo Romantschuk  | 1500 m Freistil     | –           | DNS     | —             | —             | ausgeschieden | ausgeschieden | –    |
| Oleksandr Scheltjakow | 100 m Rücken        | 54,32 s     | 24      | ausgeschieden | ausgeschieden | ausgeschieden | ausgeschieden | 24   |
| Oleksandr Scheltjakow | 200 m Rücken        | 1:58,41 min | 20      | ausgeschieden | ausgeschieden | ausgeschieden | ausgeschieden | 20   |
| Denys Kessil          | 200 m Schmetterling | 1:57,72 min | 24      | ausgeschieden | ausgeschieden | ausgeschieden | ausgeschieden | 24   |

### Sportklettern
Über die olympische Qualifikationsserie qualifizierte sich Jaroslaw Tkatsch im Speedklettern der Männer und Jewhenija Kasbekowa in der Kombination der Frauen für die Olympischen Spiele.
Speed
| Athleten         | Qualifikation | Qualifikation | Achtelfinale | Achtelfinale | Viertelfinale | Viertelfinale | Halbfinale    | Halbfinale    | Finale / Platz 3 | Finale / Platz 3 | Rang |
| Athleten         | Zeit          | Rang          | Zeit         | Gegner       | Zeit          | Gegner        | Zeit          | Gegner        | Zeit             | Gegner           | Rang |
| ---------------- | ------------- | ------------- | ------------ | ------------ | ------------- | ------------- | ------------- | ------------- | ---------------- | ---------------- | ---- |
| Männer           |               |               |              |              |               |               |               |               |                  |                  |      |
| Jaroslaw Tkatsch | 5,11 s        | 7             | 5,17:5,16    | B. Mawem     | ausgeschieden | ausgeschieden | ausgeschieden | ausgeschieden | ausgeschieden    | ausgeschieden    | 10   |

Kombination
| Athleten            | Qualifikation | Qualifikation | Qualifikation | Qualifikation | Qualifikation | Qualifikation | Finale        | Finale        | Finale        | Finale        | Finale        | Rang |
| Athleten            | Bouldern      | Bouldern      | Lead          | Lead          | Ergebnis      | Rang          | Bouldern      | Bouldern      | Lead          | Lead          | Ergebnis      | Rang |
| Athleten            | Ergebnis      | Rang          | Griffe        | Rang          | Ergebnis      | Rang          | Ergebnis      | Rang          | Griffe        | Rang          | Ergebnis      | Rang |
| ------------------- | ------------- | ------------- | ------------- | ------------- | ------------- | ------------- | ------------- | ------------- | ------------- | ------------- | ------------- | ---- |
| Frauen              |               |               |               |               |               |               |               |               |               |               |               |      |
| Jewhenija Kasbekowa | 39,5          | 14            | 45,1          | 14            | 84,6          | 15            | ausgeschieden | ausgeschieden | ausgeschieden | ausgeschieden | ausgeschieden | 15   |

### Synchronschwimmen
Über die Schwimmweltmeisterschaften 2024 qualifizierte erhielt die Ukraine einen Startplatz für den Wettbewerb im Duett.
| Athletinnen                             | Wettbewerb | Technische Kür | Technische Kür | Freie Kür | Freie Kür | Akrobatische Kür | Akrobatische Kür | Gesamt   | Gesamt |
| Athletinnen                             | Wettbewerb | Punkte         | Rang           | Punkte    | Rang      | Punkte           | Rang             | Punkte   | Rang   |
| --------------------------------------- | ---------- | -------------- | -------------- | --------- | --------- | ---------------- | ---------------- | -------- | ------ |
| Frauen                                  |            |                |                |           |           |                  |                  |          |        |
| Maryna Aleksijiwa Wladyslawa Aleksijiwa | Duett      | 260,4600       | 5              | 278,2084  | 7         | —                | —                | 538,6684 | 5      |

### Tennis
Über die WTA-Ranglisten qualifizierten sich sechs ukrainische Tennisspielerinnen für die im Stade Roland Garros ausgetragenen Wettbewerbe, Anhelina Kalinina sagte ihre Teilnahme jedoch kurz vor Beginn der Wettbewerbe ab.
| Athleten                              | Wettbewerb | 1. Runde                 | 1. Runde      | 2. Runde  | 2. Runde      | Achtelfinale             | Achtelfinale     | Viertelfinale                | Viertelfinale     | Halbfinale    | Halbfinale    | Finale / Platz 3 | Finale / Platz 3 | Rang |
| Athleten                              | Wettbewerb | Gegner                   | Ergebnis      | Gegner    | Ergebnis      | Gegner                   | Ergebnis         | Gegner                       | Ergebnis          | Gegner        | Ergebnis      | Gegner           | Ergebnis         | Rang |
| ------------------------------------- | ---------- | ------------------------ | ------------- | --------- | ------------- | ------------------------ | ---------------- | ---------------------------- | ----------------- | ------------- | ------------- | ---------------- | ---------------- | ---- |
| Frauen                                |            |                          |               |           |               |                          |                  |                              |                   |               |               |                  |                  |      |
| Marta Kostjuk                         | Einzel     | L. Sun                   | 6:4, 6:3      | C. Burel  | 7:63, 6:2     | M. Sakkari               | 4:6, 7:65, 6:4   | D. Vekić                     | 4:6, 6:2, 6:78    | ausgeschieden | ausgeschieden | ausgeschieden    | ausgeschieden    | 5    |
| Elina Switolina                       | Einzel     | M. Uchijima              | 6:2, 6:1      | J. Pegula | 4:6, 6:1, 6:3 | B. Krejčíková            | 6:75, 6:2, 4:6   | ausgeschieden                | ausgeschieden     | ausgeschieden | ausgeschieden | ausgeschieden    | ausgeschieden    | 9    |
| Dajana Jastremska                     | Einzel     | L. Pigossi               | 3:6, 7:5, 6:0 | C. Osorio | 6:74, 4:6     | ausgeschieden            | ausgeschieden    | ausgeschieden                | ausgeschieden     | ausgeschieden | ausgeschieden | ausgeschieden    | ausgeschieden    | 17   |
| Marta Kostjuk Dajana Jastremska       | Doppel     | M. Linette / A. Rosolska | 6:4, 6:1      | —         | —             | Hsieh S.-w. / Tsao C.-y  | kampflos         | ausgeschieden                | ausgeschieden     | ausgeschieden | ausgeschieden | ausgeschieden    | ausgeschieden    | 9    |
| Ljudmyla Kitschenok Nadija Kitschenok | Doppel     | Wang X. / Zheng S.       | 6:1, 6:4      | —         | —             | D. Collins / D. Krawczyk | 3:6, 6:4, [10:6] | C. Bucșa / S. Sorribes Tormo | 2:6, 6:2, [10:12] | ausgeschieden | ausgeschieden | ausgeschieden    | ausgeschieden    | 5    |

### Tischtennis
Beim europäischen Qualifikationsturnier in Sarajevo konnte in beiden Einzelwettbewerben ein Startplatz gewonnen werden. Darüber hinaus qualifizierte sich mit Solomija Bratejko eine weitere Spielerin über die ITTF-Weltrangliste.
| Athleten            | Wettbewerb | 1. Runde | 1. Runde | 2. Runde    | 2. Runde | 3. Runde      | 3. Runde      | Achtelfinale  | Achtelfinale  | Viertelfinale | Viertelfinale | Halbfinale    | Halbfinale    | Finale / Platz 3 | Finale / Platz 3 | Rang |
| Athleten            | Wettbewerb | Gegner   | Erg.     | Gegner      | Erg.     | Gegner        | Erg.          | Gegner        | Erg.          | Gegner        | Erg.          | Gegner        | Erg.          | Gegner           | Erg.             | Rang |
| ------------------- | ---------- | -------- | -------- | ----------- | -------- | ------------- | ------------- | ------------- | ------------- | ------------- | ------------- | ------------- | ------------- | ---------------- | ---------------- | ---- |
| Frauen              |            |          |          |             |          |               |               |               |               |               |               |               |               |                  |                  |      |
| Marharyta Pessozka  | Einzel     | Freilos  | Freilos  | O. Paranang | 4:3      | B. Szőcs      | 1:4           | ausgeschieden | ausgeschieden | ausgeschieden | ausgeschieden | ausgeschieden | ausgeschieden | ausgeschieden    | ausgeschieden    | 17   |
| Solomija Bratejko   | Einzel     | Freilos  | Freilos  | E. Samara   | 3:4      | ausgeschieden | ausgeschieden | ausgeschieden | ausgeschieden | ausgeschieden | ausgeschieden | ausgeschieden | ausgeschieden | ausgeschieden    | ausgeschieden    | 33   |
| Männer              |            |          |          |             |          |               |               |               |               |               |               |               |               |                  |                  |      |
| Jaroslaw Schmudenko | Einzel     | Freilos  | Freilos  | Fan Z.      | 0:4      | ausgeschieden | ausgeschieden | ausgeschieden | ausgeschieden | ausgeschieden | ausgeschieden | ausgeschieden | ausgeschieden | ausgeschieden    | ausgeschieden    | 33   |

### Turnen
Über die Weltmeisterschaften 2023 qualifizierten sich die Männer für den Mannschaftswettbewerb im Turnen. Dadurch waren auch an den Einzelgeräten jeweils fünf Turner startberechtigt. Bei den Frauen wurde die Mannschaftsqualifikation hingegen verpasst. Allerdings konnte sich Anna Laschtschewska bei den Weltmeisterschaften ein persönliches Startrecht für Paris sichern. In der Rhythmischen Sportgymnastik war man durch die Ergebnisse bei den Weltmeisterschaften 2023 im Mannschaftsmehrkampf sowie mit einer Athletin im Einzel vertreten.

#### Gerätturnen
| Athleten                                                                      | Wettbewerb           | Qualifikation | Qualifikation | Finale        | Finale        | Rang          |
| Athleten                                                                      | Wettbewerb           | Punkte        | Rang          | Punkte        | Rang          | Rang          |
| ----------------------------------------------------------------------------- | -------------------- | ------------- | ------------- | ------------- | ------------- | ------------- |
| Frauen                                                                        |                      |               |               |               |               |               |
| Anna Laschtschewska                                                           | Boden                | 12,566        | 48            | ausgeschieden | ausgeschieden | ausgeschieden |
| Anna Laschtschewska                                                           | Schwebebalken        | 11,866        | 65            | ausgeschieden | ausgeschieden | ausgeschieden |
| Anna Laschtschewska                                                           | Stufenbarren         | 13,033        | 46            | ausgeschieden | ausgeschieden | ausgeschieden |
| Anna Laschtschewska                                                           | Mehrkampf Einzel     | 50,298        | 49            | ausgeschieden | ausgeschieden | ausgeschieden |
| Männer                                                                        |                      |               |               |               |               |               |
| Illja Kowtun                                                                  | Barren               | 15,166        | 6             | 15,500        | 2             | Silber        |
| Illja Kowtun                                                                  | Boden                | 14,533        | 4             | 14,533        | 4             | 4             |
| Illja Kowtun                                                                  | Pauschenpferd        | 13,466        | 34            | ausgeschieden | ausgeschieden | ausgeschieden |
| Illja Kowtun                                                                  | Reck                 | 12,766        | 48            | ausgeschieden | ausgeschieden | ausgeschieden |
| Illja Kowtun                                                                  | Ringe                | 13,066        | 43            | ausgeschieden | ausgeschieden | ausgeschieden |
| Illja Kowtun                                                                  | Mehrkampf Einzel     | 83,163        | 11            | 86,165        | 4             | 4             |
| Ihor Radiwilow                                                                | Ringe                | 14,166        | 15            | ausgeschieden | ausgeschieden | ausgeschieden |
| Ihor Radiwilow                                                                | Sprung               | 14,700        | 4             | 14,166        | 8             | 8             |
| Radomyr Stelmach                                                              | Barren               | 14,600        | 15            | ausgeschieden | ausgeschieden | ausgeschieden |
| Radomyr Stelmach                                                              | Boden                | 13,366        | 46            | ausgeschieden | ausgeschieden | ausgeschieden |
| Radomyr Stelmach                                                              | Pauschenpferd        | 14,033        | 20            | ausgeschieden | ausgeschieden | ausgeschieden |
| Radomyr Stelmach                                                              | Reck                 | 13,600        | 24            | ausgeschieden | ausgeschieden | ausgeschieden |
| Radomyr Stelmach                                                              | Ringe                | 12,933        | 54            | ausgeschieden | ausgeschieden | ausgeschieden |
| Nasar Tschepurnyj                                                             | Barren               | 14,100        | 36            | ausgeschieden | ausgeschieden | ausgeschieden |
| Nasar Tschepurnyj                                                             | Boden                | 13,533        | 41            | ausgeschieden | ausgeschieden | ausgeschieden |
| Nasar Tschepurnyj                                                             | Pauschenpferd        | 13,000        | 44            | ausgeschieden | ausgeschieden | ausgeschieden |
| Nasar Tschepurnyj                                                             | Reck                 | 13,033        | 42            | ausgeschieden | ausgeschieden | ausgeschieden |
| Nasar Tschepurnyj                                                             | Sprung               | 14,833        | 1             | 14,899        | 6             | 6             |
| Oleh Wernjajew                                                                | Barren               | 15,266        | 4             | 13,300        | 8             | 8             |
| Oleh Wernjajew                                                                | Boden                | 13,066        | 57            | ausgeschieden | ausgeschieden | ausgeschieden |
| Oleh Wernjajew                                                                | Pauschenpferd        | 15,033        | 5             | 14,966        | 5             | 5             |
| Oleh Wernjajew                                                                | Reck                 | 12,800        | 45            | ausgeschieden | ausgeschieden | ausgeschieden |
| Oleh Wernjajew                                                                | Ringe                | 14,166        | 15            | ausgeschieden | ausgeschieden | ausgeschieden |
| Oleh Wernjajew                                                                | Mehrkampf Einzel     | 84,631        | 7             | 84,399        | 8             | 8             |
| Illja Kowtun Ihor Radiwilow Radomyr Stelmach Nasar Tschepurnyj Oleh Wernjajew | Mehrkampf Mannschaft | 253,893       | 4             | 254,761       | 5             | 5             |

#### Rhythmische Sportgymnastik
| Athletinnen                                                                       | Wettbewerb           | Qualifikation | Qualifikation | Finale  | Finale | Rang |
| Athletinnen                                                                       | Wettbewerb           | Punkte        | Rang          | Punkte  | Rang   | Rang |
| --------------------------------------------------------------------------------- | -------------------- | ------------- | ------------- | ------- | ------ | ---- |
| Frauen                                                                            |                      |               |               |         |        |      |
| Taissija Onofrijtschuk                                                            | Mehrkampf Einzel     | 135,750       | 4             | 128,400 | 9      | 9    |
| Walerija Peremeta Diana Bajewa Alina Melnyk Marija Wyssotschanska Kira Schyrykina | Mehrkampf Mannschaft | 68,950        | 3             | 65,700  | 7      | 7    |

### Wasserspringen
Für das 10-m-Synchronspringen der Männer und das Turmspringen der Männer erhielt die Ukraine bereits über die Schwimmweltmeisterschaften 2023 Startplätze für die Olympischen Spiele. In fünf weiteren Wettbewerben konnten über die Schwimmweltmeisterschaften 2024 Quotenplätze ersprungen werden.
| Athleten                         | Wettbewerb            | Vorkampf | Vorkampf | Halbfinale    | Halbfinale    | Finale        | Finale        | Rang |
| Athleten                         | Wettbewerb            | Punkte   | Rang     | Punkte        | Rang          | Punkte        | Rang          | Rang |
| -------------------------------- | --------------------- | -------- | -------- | ------------- | ------------- | ------------- | ------------- | ---- |
| Frauen                           |                       |          |          |               |               |               |               |      |
| Wiktorija Kessar                 | Kunstspringen 3 m     | 217,75   | 27       | ausgeschieden | ausgeschieden | ausgeschieden | ausgeschieden | 27   |
| Sofija Lyskun                    | Turmspringen 10 m     | 253,10   | 25       | ausgeschieden | ausgeschieden | ausgeschieden | ausgeschieden | 25   |
| Wiktorija Kessar Hanna Pysmenska | Synchronspringen 3 m  | —        | —        | —             | —             | 251,37        | 7             | 7    |
| Ksenija Bajlo Sofija Lyskun      | Synchronspringen 10 m | —        | —        | —             | —             | 285,00        | 7             | 7    |
| Männer                           |                       |          |          |               |               |               |               |      |
| Oleksij Sereda                   | Turmspringen 10 m     | 479,45   | 5        | 405,05        | 11            | 426,90        | 8             | 8    |
| Danylo Konowalow Oleh Kolodij    | Synchronspringen 3 m  | —        | —        | —             | —             | 348,27        | 7             | 7    |
| Kirill Boljuch Oleksij Sereda    | Synchronspringen 10 m | —        | —        | —             | —             | 412,65        | 5             | 5    |